# Vladimír Menšík
Vladimír Menšík (9. října 1929 Ivančice – 29. května 1988 Brno) byl český herec, moderátor, lidový vypravěč a bavič, držitel ocenění národní umělec, otec herečky a moderátorky Martiny Menšíkové. V divadle hrál jen velmi málo – většinu ze svých 150 rolí ztvárnil ve filmu a televizi.

## Život
Rodák z moravských Ivančic přičichl ke kumštu v souboru písní a tanců Adolfa Pištěláka. Nejprve vystudoval průmyslovou školu a nějakou dobu pracoval v Brněnských strojírnách. Teprve později se pokusil dostat na Divadelní fakultu Janáčkovy akademie múzických umění, což se mu na druhý pokus podařilo. Zde vystudoval činoherní herectví a po absolutoriu v roce 1953 nastoupil do Vesnického divadla, kde jej v roce 1954 (v divadelní hře Hledač světla) objevil E. F. Burian, který jej také angažoval.
I přes to, že zde dostal spousty příležitostí a přestože byl divadlem zcela pohlcen, toužil zahrát si ve filmu. Jeho vůbec první účinkování před kamerou proběhlo ve snímku Velká příležitost, a to víceméně coby komparzista. Teprve ve snímku Dědeček automobil režiséra Alfréda Radoka, kde si zahrál italského mechanika, na sebe výrazněji upozornil. Kvůli své práci u filmu se dostal do konfliktu s E. F. Burianem, který film neměl v lásce. Z divadla odešel a v roce 1958 podepsal smlouvu s Filmovým studiem Barrandov.

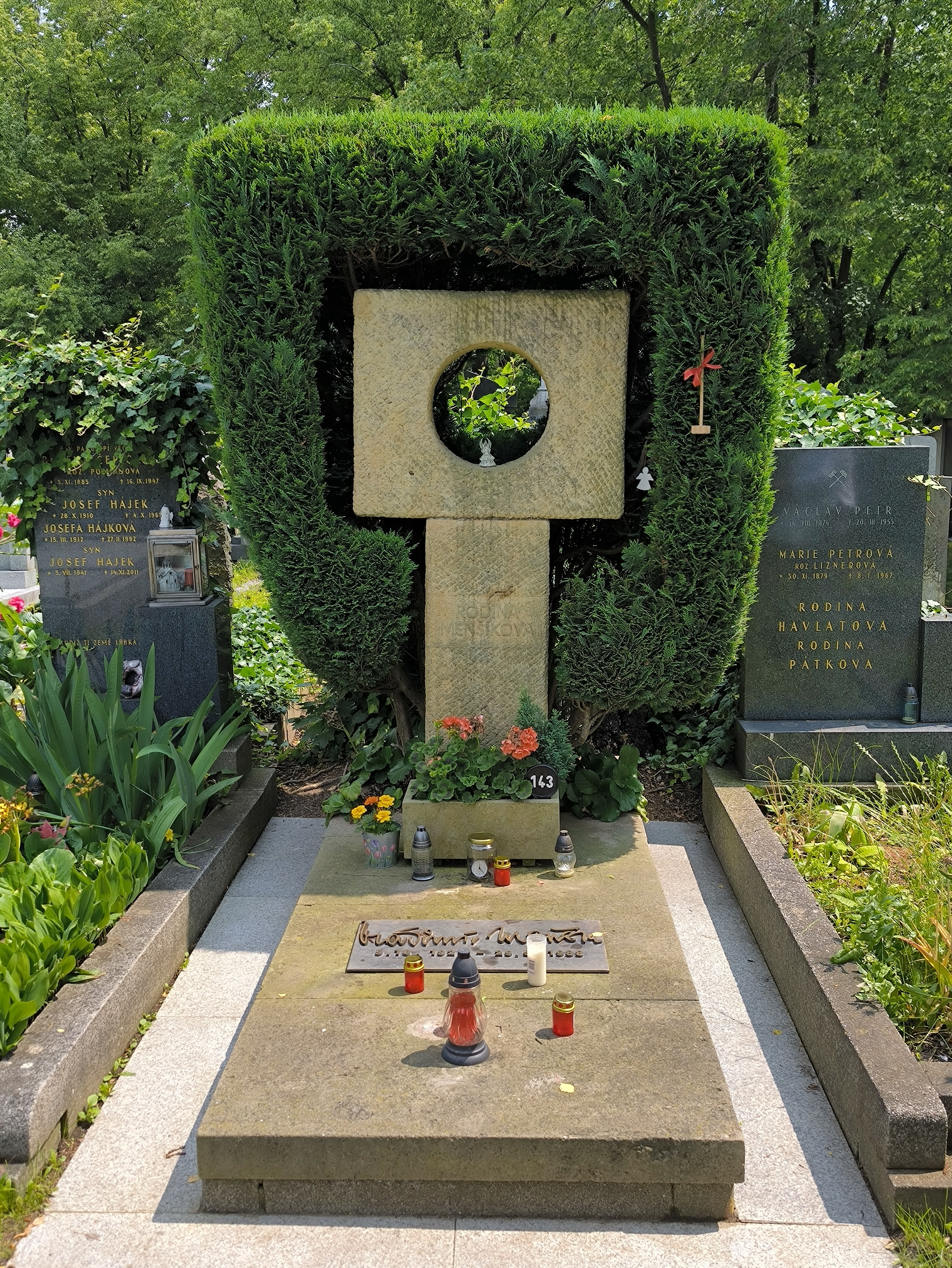
Hercův hrob na Olšanských hřbitovech.

K divadlu se vracel už víceméně ojediněle. V 50. a 60. letech se naplno rozjela jeho kariéra u filmu. Byl sice převážně komediálním hercem, ale dokázal bravurně ztvárnit i tragikomické či dokonce dramatické role. V 70. letech se již objevoval převážně v komediálních rolích, a to jak ve filmech, tak i v pohádkách a seriálech. Menšík byl velký bavič, konferenciér a hlavně excelentní vypravěč. Vystupoval doslova ve stovkách televizních pořadů a ve filmu a televizi vytvořil přes 150 rolí. Za zmínku stojí mezi jinými pořad Bakaláři a nezapomenutelné konferování silvestrovských estrád. Byl silný kuřák a také často pil alkohol, ale s pitím a kouřením přestal kvůli zdravotním problémům – už od mladých let trpěl těžkým astmatem (v šestnácti letech při běhu zkolaboval a prožil první záchvat) a při natáčení míval vždy po ruce zdravotní sestru. Typická pro něj byla permanentní dušnost a sípot, které byly slyšet i při běžném hovoru. Kromě astmatu se v mládí Menšík trápil i svým vzhledem, připadal si ošklivý, a dokonce uvažoval o chirurgické úpravě chrupu. Nakonec to ale neudělal.
Před kamerou se naposledy objevil 27. května 1988 v pořadu Abeceda, kde promluvil nezvykle vážně o zdraví. O dva dny později, 29. května 1988, zemřel v nemocnici u sv. Anny v Brně. Osudným se mu stal vřed, který praskl a Menšík začal krvácet do břicha. I přesto, že měl bolesti a nemohl ani pořádně dýchat, rozhodl se cestovat do Brna. Jeho lékařka Zdena Lipárová mu cestu rozmlouvala, on ji ale neposlechl.
Pohřben je na pražských Olšanských hřbitovech v části hřbitova IX, oddíl 1, hrob č. 32.
Vladimír Menšík byl dvakrát ženatý. S první manželkou Věrou měl dvě děti – syna Petra (* 1955) a dceru Vladimíru (* 1957). S druhou manželkou Olgou měl také dvě děti – syna Jana (* 1962) a dceru Martinu (* 1965), která se jako jediná z jeho dětí stala herečkou.

## Oficiální zpráva o pohřbu
Oficiální zpráva ČTK z 8. června 1988:
Poslední rozloučení s národním umělcem V. Menšíkem. Naše kulturní veřejnost se 8. června ve smutečně vyzdobené Dvořákově síni Domu umělců v Praze naposledy rozloučila s národním umělcem Vladimírem Menšíkem, který zemřel 29. května ve věku 58 let. U katafalku s rakví zahalenou čs. státní vlajkou stáli čestnou stráž nejbližší přátelé V. Menšíka, herci, režiséři a další tvůrčí pracovníci kinematografie. S V. Menšíkem se do Domu umělců přišly rozloučit stovky Pražanů.

## Ivančický patriot
Menšík nikdy nezapomněl na své rodné město a vždy zdůrazňoval svůj původ. Především tak činil ve svých vyprávěních. Také ve svých filmových rolích občas prosadil třebas jen drobnou zmínku o svém rodném městě, které tímto způsobem propagoval. (Například ve filmu Pane, vy jste vdova hraje městského pobudu. Zaskočen důstojníkem, na otázku: „A vy jste kdo?!?“ vyhrkne: „Šestý pěší z Ivančic!“.) Ivančice se mu snažily a doposud snaží tuto přízeň oplácet. Nejnověji odhalením jeho busty u základní školy, která je po něm pojmenovaná.

## Připomínka herce

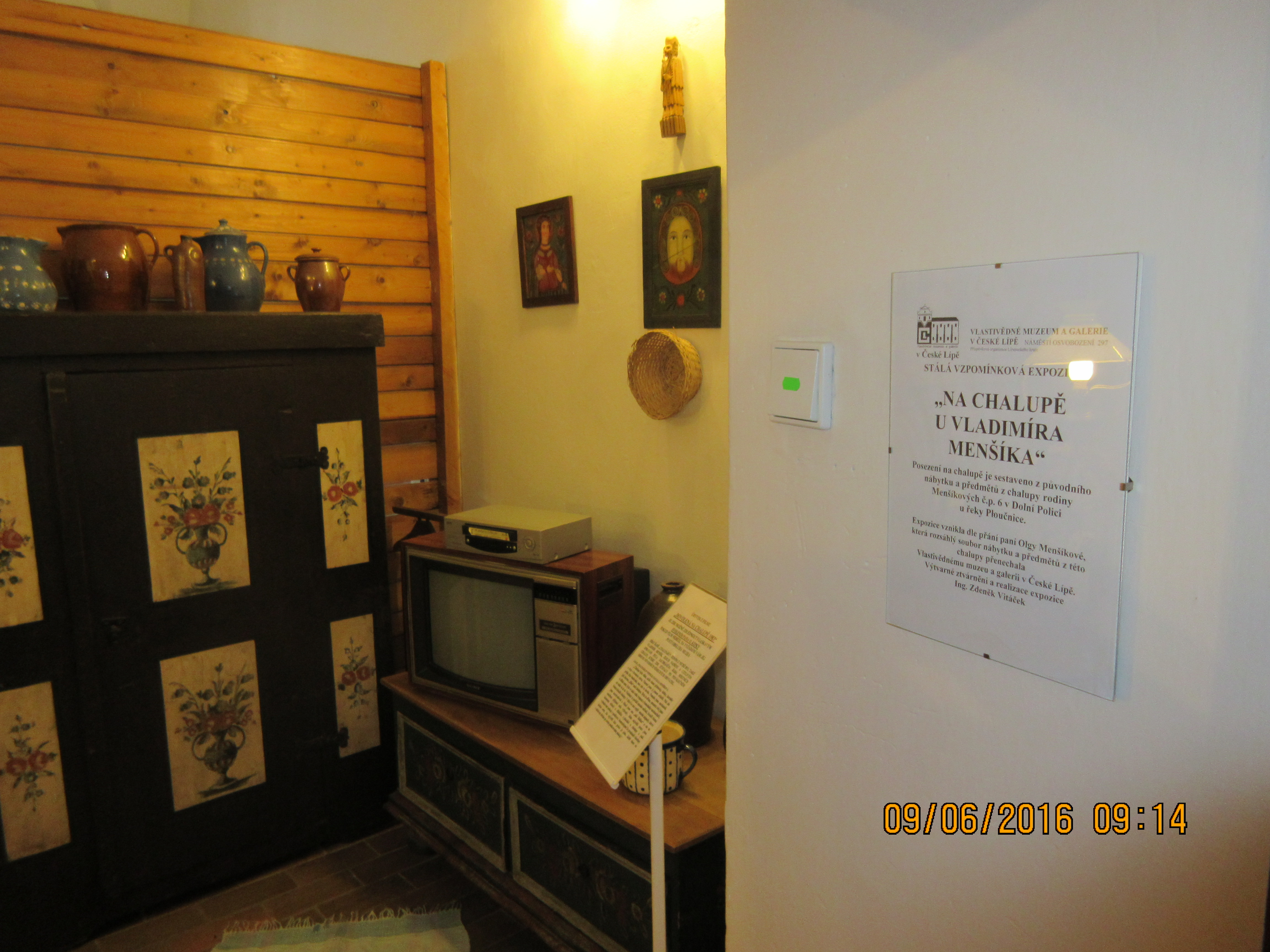
Expozice Menšíka v českolipském muzeu

Na stěně jeho rodného domu v Ivančicích je umístěná pamětní deska, která nese hercovu podobiznu. V blízkém Památníku Alfonse Muchy se také nachází stálá výstava Vladimíra Menšíka. Dne 29. dubna 2007 byla slavnostně otevřena Rozhledna Vladimíra Menšíka na Hlíně. Dne 12. října 2018 byla slavnostně odhalena hercova busta na budově základní školy v Ivančicích, jež nese jeho jméno. Autorem busty byl Nikos Armutidis.
V Dolní Polici (část Žandova na Českolipsku) měli Menšíkovi v č. p. 6 řadu let chalupu. V roce 2005 nabídla Olga Menšíková část vybavení z chalupy Vlastivědnému muzeu v České Lípě. Muzeum brzy poté vytvořilo v přízemí hlavní budovy samostatnou místnost, expozice je nazvána Na chalupě u Vladimíra Menšíka.

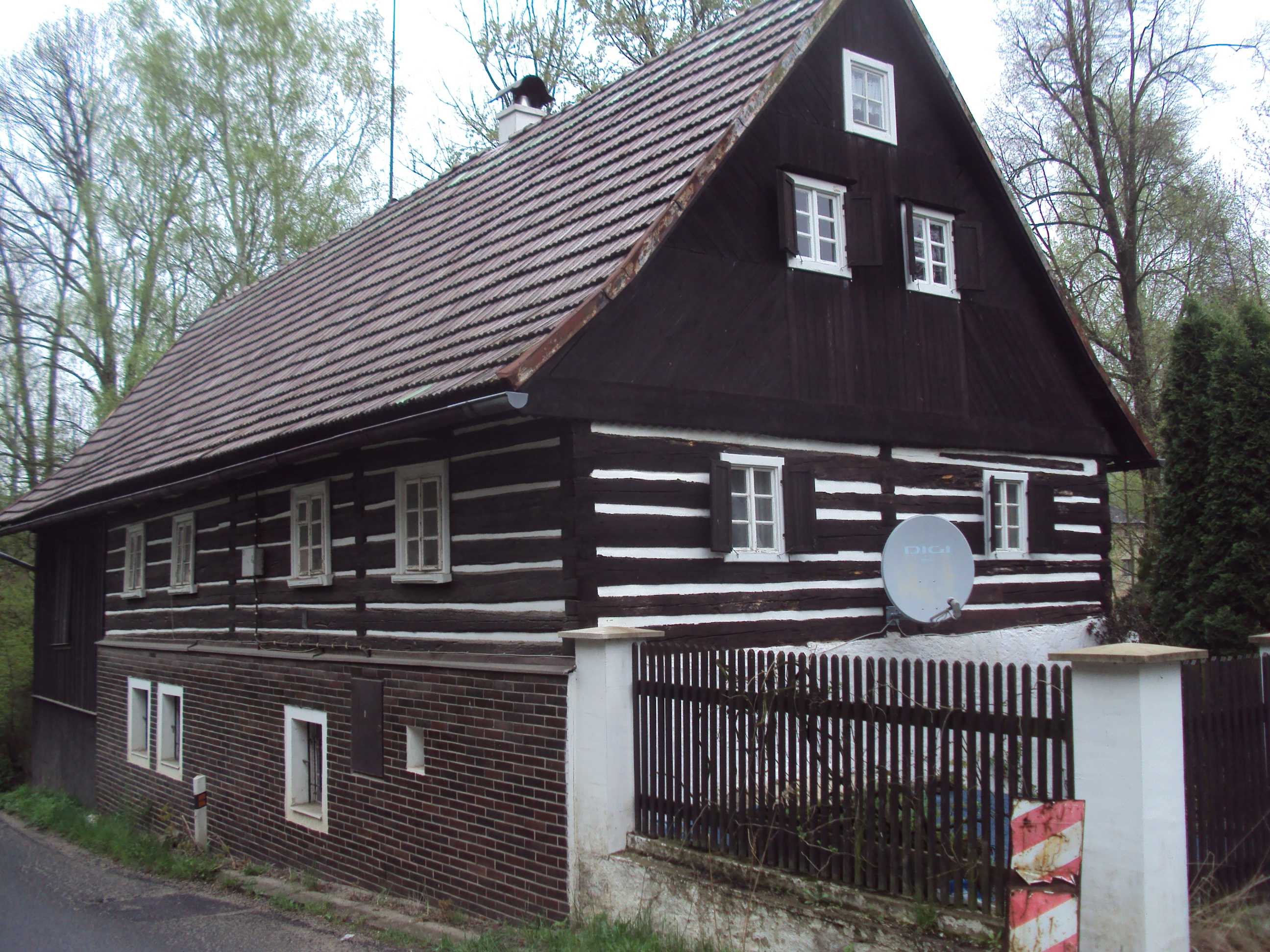
Chalupa Menšíků v Dolní Polici

V Brně do roku 2013 existovala kavárna Vladimíra Menšíka, kterou vlastnil jeho syn Petr.

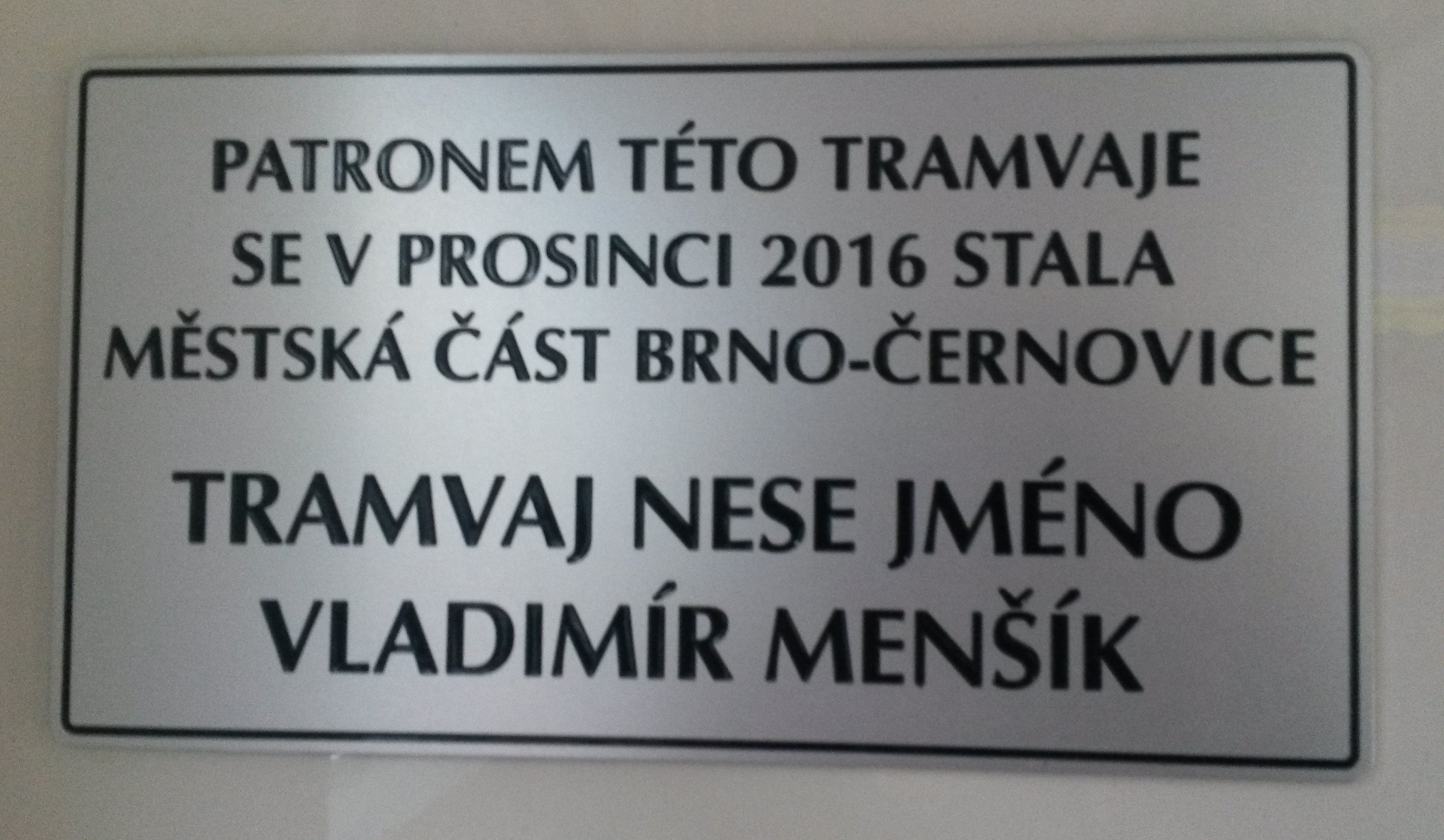
Tabulka se jménem patrona v tramvaji DPMB

V prosinci 2016 byla po Vladimírovi Menšíkovi pojmenována nově dodaná tramvaj Škoda 13T Dopravního podniku města Brna. Stalo se tak na návrh městské části Brno-Černovice.

## Zajímavosti
- Vladimír Menšík uměl hrát na piano a mandolínu.
- Hrál závodně házenou, rekreačně fotbal.
- Když měl přijít na první zkoušku divadelní hry Těžká Barbora, kterou režíroval Jan Werich, zaspal a Werich mu již druhou šanci nedal.
- Tempo Vladimíra Menšíka bylo opravdu hektické, denně dělal až tři besedy společně s několika kolegy, a třeba i dvacetkrát za dva týdny. O prázdninách pak zpravidla točil filmy. Vždy si s sebou vozil velké množství léků, některé z nich nebyly ani v tehdejším Československu dostupné. K tomuto hektickému pracovnímu nasazení měl hned několik důvodů: jednak miloval kontakt s lidmi, dále pak finančně podporoval velkou část své rodiny.
- 10 let byl v KSČ, ale pro pasivitu byl vyloučen.
- Na národního umělce jej navrhl Gustáv Husák.
- Neměl rád natáčení Bakalářů, považoval to za „kouli na noze, která je k uzoufání pravidelná a nudná, kde je sevřen banálním textem“.[21]
- Raději než Bakaláře měl natáčení pořadu Křeslo pro hosta, do kterého si zval především vědce a lékaře. Jakmile byl však nucen zvát i komunistické funkcionáře, snažil se z pořadu vyvázat. Kvůli tomu se pohádal i s tehdejším ředitelem Československé televize Janem Zelenkou. Účinkování v pořadu se údajně zbavil tak, že na jedno z natáčení přišel opilý.
- Jako svého nejoblíbenějšího spisovatele označil Liona Feuchtwangera, dále měl rád např. válečnou literaturu.
- Rodným jménem byl Vladislav po otci, ale prý na přání E. F. Buriana si jej změnil na Vladimír.[22]
- Chtěl odejít dříve do penze, tak využil chyby úřednice a všude uváděl své datum narození 1924, čímž se dělal o pět let starším.[2]

## Citáty
„Chci se vyhnout objevování dávno objeveného. Totiž že Vladimír Menšík byl génius. A že patří do svaté trojice vedle Vlasty Buriana a Jana Wericha. Všichni ostatní jsou pouze jejich apoštolové.“
Miloš Forman

## Filmografie

### Film

#### 50. léta
- 1956 Váhavý střelec – role: poddůstojník
- 1956 Dědeček automobil – role: italský automechanik
- 1957 Zářijové noci – role: rotný Marčák
- 1957 Štěňata – role: Václav Hampl
- 1957 Snadný život – role: Saxon
- 1957 Padělek – role: Toglar
- 1957 Konec jasnovidce – role: Vobrna
- 1958 Touha – povídka: Anděla – role: kombajnista
- 1958 Tenkrát o vánocích – role: Lojza
- 1958 Hvězda jede na jih – role: Vostřák
- 1958 Dnes naposled – role: Kroc
- 1959 Probuzení – role: vrchní
- 1959 Ošklivá slečna – role: Štolfa
- 1959 Král Šumavy – role: Burdyška
- 1959 Hlavní výhra – role: Pavel
- 1959 Dařbuján a Pandrhola – role: zpívající opilec
- 1959 105% alibi – role: Kici

#### 60. léta
- 1960 Zlé pondělí – role: Mácha
- 1960 U nás v Mechově – role: šofér
- 1960 Přežil jsem svou smrt – role: kápo Hranáč
- 1960 Práče – role: Pekárek
- 1960 Pochodně – role: buldočí tajný
- 1960 Chlap jako hora – role: Kouba
- 1961 Procesí k Panence – role: Vladimír Kabourek
- 1961 Muž z prvního století – role: muž v baru
- 1961 Labyrint srdce – role: obtěžující muž
- 1961 Kolik slov stačí lásce – role: taxikář v povídkách Taxi, prosím a Zaza
- 1961 Hledá se táta – role: Standa
- 1961 Eman Fiala (dokumentární film)
- 1962 Vánice – role: lékárník
- 1962 Deštivý den – role: číšník
- 1962 Anička jde do školy – role: Šlechta
- 1963 Začít znova – role: Mechl
- 1963 Tchyně – role: Kadlec
- 1963 Mezi námi zloději – role: sňatkový podvodník Lojza Bazan
- 1963 Až přijde kocour – role: školník
- 1964 Preclík – role: Lahvička
- 1964 Povídky o dětech – role: otec v povídce Magdalena

- 1964 Limonádový Joe aneb Koňská opera – role: barman
- 1964 Čintamani a podvodník – role: opilec v povídce Čintamani a ptáci
- 1964 Bláznova kronika – role: dvorní malíř
- 1964 Archimedov zákon – role: Čukanovský
- 1965 Volejte Martina – role: nadporučík VB v povídce Létající kolotoč
- 1965 Úplně vyřízený chlap – role: Lexa Pírko
- 1965 Třicet jedna ve stínu – role: Emil
- 1965 Strašná žena – role: Kouba
- 1965 Puščik jede do Prahy – role: hodinář
- 1965 Lásky jedné plavovlásky – role: Vacovský
- 1965 Hrdina má strach – role: tajemník
- 1965 Alibi na vodě – role: novinář
- 1966 Ženu ani květinou neuhodíš – role: příslušník SNB
- 1966 Robin Hood der edle Räuber (Robin Hood, ušlechtilý lupič) – role: lupič
- 1966 Vražda po našem – role: Emil
- 1966 Nahá pastýřka – role: kapitán VB Tronda
- 1966 Kdo chce zabít Jessii? – role: Kolbaba
- 1966 Hra bez pravidel – role: Pepi
- 1966 Flám – role: kamarád
- 1967 Zmluva s diablom – role: Viktor
- 1967 Přísně tajné premiéry – role: Matýsek
- 1967 Marketa Lazarová – role: Bernard
- 1967 Klec pro dva – role: skladník Čenda
- 1967 Když má svátek Dominika – role: Honzíkův otec
- 1967 Happy end – role: Bedřich
- 1968 Všichni dobří rodáci – role: Jořka Pyřk
- 1968 Spalovač mrtvol – role: muž ženy v klobouku
- 1968 Raport (televizní film) – role: konfident Evžen
- 1968 Rakev ve snu viděti – role: kapitán VB Tronda
- 1968 Naše bláznivá rodina – role: otec Solnička
- 1968 Maratón – role: Jarda
- 1969 Šest černých dívek aneb Proč zmizel Zajíc – role: vrátný
- 1969 Světáci – role: okradený turista Jaroušek Novák z Hodonína
- 1969 Slasti Otce vlasti – role: Marsilio Rossi
- 1969 Přehlídce velím já – role: Holiš
- 1969 Panenství a kriminál – role: Souška
- 1969 Odvážná slečna – role: Robek

#### 70. léta
- 1970 Vražda ing. Čerta – role: Ing. Čert
- 1970 Rekviem za rytierov – role: Kropáček
- 1970 Partie krásného dragouna – role: komisař Zdychynec
- 1970 Pane, vy jste vdova! – role: Bloom
- 1970 Na kometě – role: Silberman
- 1970 Luk královny Dorotky – role: porybný, radní, Kabrhel
- 1971 Ženy v ofsajdu – role: funkcionář fotbalové komise
- 1971 Touha Sherlocka Holmese – role: detektiv
- 1971 Slaměný klobouk – role: Nonancourt
- 1971 Pět mužů a jedno srdce – role: dr. Kořalník
- 1971 Dívka na koštěti – role: upír v. v.
- 1972 Zlatá svatba – role: Pepa
- 1972 Rodeo – role: Vilda
- 1972 Lupič Legenda – role: Wohryzek
- 1972 Aféry mé ženy – role: sedlák v povídce Suvenýr z Paříže
- 1973 Zatykač na královnu – role: Černý
- 1973 Tři oříšky pro Popelku – role: Vincek
- 1974 Poslední ples na rožnovské plovárně – role: prof. Čepelák
- 1974 Jak utopit dr. Mráčka aneb Konec vodníků v Čechách – role: Karel
- 1974 Hodíme se k sobě, miláčku? – role: Vencl
- 1974 Byl jednou jeden dům (televizní seriál)
- 1975 Tak láska začíná… – role: Rambousek
- 1975 Rodič (televizní film)
- 1975 Pomerančový kluk – role: Rána
- 1975 Plavení hříbat - role: kočí Chrástek
- 1975 Můj brácha má prima bráchu - role: František Vrána
- 1975 Hřiště – role: Louda
- 1975 Dva muži hlásí příchod – role: Pacholík
- 1976 Parta hic – role: Chochola
- 1976 Náš dědek Josef – role: Trdlifaj
- 1976 Bouřlivé víno – role: Michal Janák
- 1977 Zítra vstanu a opařím se čajem – role: Kraus
- 1977 Jak se budí princezny – role: Matěj
- 1977 Což takhle dát si špenát – role: Zemánek
- 1978 Skandál v Gri-Gri baru – role: poslanec Komorous
- 1978 Princ a Večernice – role: král
- 1978 Jen ho nechte, ať se bojí – role: rekvizitář
- 1978 Hrozba – role: Pavel Budil
- 1978 Brácha za všechny peníze – role: otec Zuzany František Vrána
- 1978 Báječní muži s klikou – role: kabaretiér Šlapeto
- 1979 Lásky mezi kapkami deště – role: Bursík
- 1979 Křehké vztahy – role: Ropek

### 80. léta
- 1980 Půl domu bez ženicha – role: Alois Franc
- 1980 Jak se dělá smích (dokumentární střihový film) – role: komentátor
- 1981 Zralé víno – role: Michal Janák
- 1981 Víkend bez rodičů – role: Vaněk
- 1982 Zelená vlna – role: otec Labucy
- 1982 Když rozvod, tak rozvod – role: Arnošt Provazník
- 1984 Děti zítřků – role: hejtman
- 1986 Mladé víno – role: Michal Janák
- 1988 Dobří holubi se vracejí – role: Honzíček
- 1988 Hurá za ním – role: kpt. Váňa

### Televize

#### 60. léta
- 1961–1963 Tři chlapi v chalupě (TV seriál) – role: Lojza Kuna
- 1965 Muž, žena, Žoržík a klíč (TV inscenace) – role: starý mládenec Žoržík
- 1966 Svatební cesta aneb Ještě ne, Evžene! (TV film)
- 1966 Eliška a její rod (TV seriál) – role: syn Vladimír Rabas (1 epizoda – 3. díl)
- 1966 Autorevue (TV hudební groteska) – role: řidič veteránu
- 1967 Zločin a trik I. (TV film)
- 1967 Lucerna – role: muzikant Klásek, klarinetista
- 1968 Hříšní lidé města pražského (TV seriál) – role: Rozštlapil (5. díl)
- 1968 Bohouš (krátkometrážní TV film, komedie) – role: Humhej
- 1968 Sňatky z rozumu (TV seriál) (2 epizody – 2., 3. díl)
- 1969 Hádavá pohádka (TV pohádka) – role: král
- 1969 Kaviár jen pro přátele (TV komedie) – role: Honza

#### 70. léta
- 1970 Alexandr Dumas starší (seriál)
- 1970 Mariáš (komedie) – role: Karel Machala
- 1970 Radúz a Mahulena (film) – role: Vratko
- 1971 Kam slunce nechodí... (film) – role: zahradník Ondřej Andrýsek
- 1971 F. L. Věk (seriál) – role: konšel Pinkava
- 1972 O Bumbrlíčkovi (pohádka) – role: král
- 1973 O doktoru Vševědovi (pohádka) – role: sedlák Rak
- 1973 Tetička za všechny peníze (TV mikrokomedie) – role: Lojzík Hora
- 1973 Nová metoda malíře Smithe (komedie) – role: Watkins alias malíř Smith
- 1973 Bližní na tapetě (TV cyklus mikrokomedií Malé justiční omyly) – role: Bulánek (12. příběh: Šprýmař)
- 1974 Konec agenta č.312 (veselohra) – role: Jaroslav Hašek
- 1974 Štafle (TV komedie) – role: dopravní referent Emil Hromádka
- 1975 Pan Tau (TV seriál) – role: tatínek Josef Urban
- 1975 Svůdnice na šest (TV komedie) – role: Sluka
- 1975 Nebezpečí smyku (TV seriál) – role: otec Matyáska
- 1975 Bohoušův syn (TV filmová komedie) – role: Konvalinka
- 1975 Chalupáři (TV seriál) – role: řidič Tonda Čihák
- 1977 Přikázaný směr jízdy (komedie) – role: učitel autoškoly Maznička
- 1977 Žena za pultem (TV seriál) – role: vedoucí prodejny Václav Karas
- 1977 Ikarův pád (TV film) – role: pianista Kára
- 1977 Fanda ( TV mikrokomedie) – role: nadstrážmistr Josef
- 1977 Na rohu kousek od metra (TV komedie) – role: Bohumil Křísek, pracovník předzvědného oddělení obvodní pošty 1
- 1978 Zlatí úhoři (TV film) – role: tatínek
- 1978 30 případů majora Zemana (TV seriál) – role: Eman Wimmer (21./30. díl: Pán ze Salcburku)
- 1978 Plechová kavalerie – role: táta Holeček
- 1980 Arabela (TV seriál) – role: Karel Majer
- 1980 Princové jsou na draka (TV pohádka) – role: král

#### 80. léta
- 1980 A máte nás, holky, v hrsti (TV mikrokomedie) – role: Tonda (manžel Marie v podání Ivy Janžurové)
- 1980 Zločin na poště (TV film, 1980) – role: strážmistr Brejcha
- 1981 Cesta do Rokycan (TV komedie) – role: stavbyvedoucí Karel Kraus
- 1981 Kdo chce kam... (TV komedie) – role: malíř pokojů Eman Koníček
- 1983 Tažní ptáci (TV film) – role: Kára
- 1983 Návštěvníci (TV seriál) – role: příslušník VB
- 1983 Létající Čestmír (TV seriál) – role: správce Trnka
- 1983 Jako kníže Rohan (TV film) – role: Špáta

### Autor námětu
- 1971 Kam slunce nechodí... (TV film)
- 1967 Klec pro dva (spoluautor s Jiřím Karáskem a Jaroslavem Machem

### Zpěvák
- 1968 – Ach, ta vojna (TV film)
- 1960 – Práče (Letěla husička; Já jsem malý mysliveček)
- 1959 – Dařbuján a Pandrhola (My jsme tady dva)
- 1958 – Hvězda jede na jih (Ach synku, synku)